# Maßgeblichkeitsprinzip
Als Maßgeblichkeitsprinzip wird in der Bilanzierung ein Grundsatz bezeichnet, nach dem die bei der Aufstellung der Handelsbilanz angewandten Grundsätze ordnungsmäßiger Buchführung (GOB) auch bei der Aufstellung der Steuerbilanz zu berücksichtigen sind.

## Allgemeines
Die Aufstellung der Handelsbilanz beruht auf den Vorschriften des Handelsgesetzbuchs (HGB), während die Steuerbilanz steuerrechtlichen Vorschriften (insbesondere Einkommensteuergesetz, EStG) folgt. Sofern die steuerrechtlichen Vorschriften keine abweichenden Regelungen zu Ansatz und Bewertung der Bilanzpositionen enthalten oder steuerliche Wahlrechte abweichend ausgeübt wurden, sind nach dem Maßgeblichkeitsprinzip die nach handelsrechtlichen Grundsätzen ermittelten Ansätze auch für die Besteuerung maßgeblich. Wenn steuerrechtliche Ansatz- oder Bewertungsvorschriften eine Abweichung von den handelsrechtlichen Wertansätzen vorschreiben, ist entweder eine separate Steuerbilanz zu erstellen oder eine Überleitungsrechnung gemäß § 60 Abs. 2 EStDV. In Einzelfällen entstehen keine Abweichungen zwischen Handels- und Steuerbilanz, so dass eine Einheitsbilanz erstellt werden kann, bei der Steuer- und Handelsbilanz identisch sind. Dies kommt in der Praxis nur bei kleineren Unternehmen vor.

## Entwicklungsgeschichte
Das Maßgeblichkeitsprinzip kann auf eine lange Tradition zurückblicken. Bereits 1874 sah das Bremische EStG eine Anknüpfung an die kaufmännische Rechnungslegung vor. Das im Juni 1891 in Kraft getretene preußische Einkommensteuergesetz (EStG) legte in § 14 EStG a. F. fest, dass der Reingewinn „mit dieser Maßgabe nach den Grundsätzen zu berechnen ist, wie solche für die Inventur und Bilanz durch das Handelsgesetzbuch vorgeschrieben sind…“. Die Steuerbilanz sollte sich nach dem Willen des Gesetzes grundsätzlich an die Handelsbilanz anschließen. Nachfolgend wurde die Maßgeblichkeit durch die Rechtsprechung des Bundesfinanzhofs (BFH) eingeschränkt. Er stellte im Februar 1969 klar, dass „das Steuerrecht die oberen Grenzen für die Bewertung, die das Handelsrecht bestimmt, weitgehend anerkennt“, sich jedoch „aus der Verweisung auf die handelsrechtlichen Grundsätze ordnungsmäßiger Buchführung in § 5 EStG allenfalls eine Bindung des Steuerrechts an handelsrechtliche Aktivierungsverbote und Passivierungsgebot herleiten lässt“.

## Inhalt
§ 140 AO schreibt vor, dass „wer nach anderen Gesetzen als den Steuergesetzen Bücher und Aufzeichnungen zu führen hat, die für die Besteuerung von Bedeutung sind, hat die Verpflichtungen, die ihm nach den anderen Gesetzen obliegen, auch für die Besteuerung zu erfüllen.“ Dies ist der Kern des Maßgeblichkeitsprinzips. Danach muss keine eigenständige Steuerbilanz aufgestellt werden, sondern es genügt eine Handelsbilanz, die zwingende steuerrechtliche Vorschriften zumindest im Wege der Korrektur berücksichtigen muss. Die Bundesregierung hat die Maßgeblichkeit im Juli 1968 wie folgt definiert: „Was zu bewerten ist, d. h., ob ein bilanzierungsfähiges Wirtschaftsgut vorhanden ist, bestimmen die handelsrechtlichen Grundsätze ordnungsmäßiger Buchführung; wie ein bilanzierungsfähiges Wirtschaftsgut zu bewerten ist, entscheidet sich nach Steuerrecht.“
Die Konkretisierung des Maßgeblichkeitsprinzips erfolgt in § 5 Abs. 1 EStG, wonach für den Jahresabschluss des Wirtschaftsjahres das Betriebsvermögen gemäß § 4 Abs. 1 Satz 1 EStG anzusetzen ist, das nach den handelsrechtlichen Grundsätzen ordnungsmäßiger Buchführung auszuweisen ist.

### Durchbrechung
Der Gesetzgeber stellte 1998 fest, dass die Handelsbilanz für die Steuerbilanz profiskalisch korrigiert werden muss. Das handelsrechtliche Vorsichtsprinzip wird daher für die Steuerbilanz teilweise zurückgedrängt. Drohverlustrückstellungen sind handelsrechtlich zu bilden, wenn Verluste aus schwebenden Geschäften wahrscheinlich sind; in der Steuerbilanz sind sie gemäß § 5 Abs. 4a EStG ausdrücklich verboten.
Eine Durchbrechung ist 
- zwingend, soweit steuerliche Vorschriften nach § 5 Abs. 1a bis 4b EStG bestehen oder soweit eigene steuerliche Vorschriften nach § 6 EStG, § 6a EStG und § 7 EStG bestehen (über § 7 Abs. 6 EStG) oder
- möglich, soweit steuerliche Aktivierungswahlrechte vorhanden sind (über § 5 Abs. 1 Satz 1 Alt. 2 EStG).

Werden in Handelsrecht und Steuerrecht vorhandene Wahlrechte "gleich" ausgeübt oder besteht eine Übereinstimmung von Steuerrecht und Handelsrecht, sind Handelsbilanz und Steuerbilanz insoweit identisch.

### Umgekehrtes Maßgeblichkeitsprinzip
Umgekehrte Maßgeblichkeit lag seit 1990 gemäß § 5 Abs. 1 Satz 2 EStG a. F. vor, wenn die Ausübung rein steuerlicher Aktivierungswahlrechte (beispielsweise die Sonderabschreibung) auch in der Handelsbilanz zulässig und aus Sicht des Steuerrechts erforderlich war. Das hatte zur Folge, dass ein steuerrechtliches Wahlrecht nur dann in der Steuerbilanz wahrgenommen werden konnte, wenn es zuvor in der Handelsbilanz berücksichtigt wurde. Seit dem Inkrafttreten des BilMoG im Mai 2009 sind jedoch diese Öffnungsklauseln (§ 254 HGB a.F.) entfallen. Die Anerkennung steuerlicher Wahlrechte ist seitdem nicht mehr von einer gleichlautenden handelsrechtlichen Bilanzierung abhängig.
So müssen die Fremdkapitalzinsen (siehe auch Bauzeitzinsen) in der Steuerbilanz als Herstellungskosten aktiviert werden, wenn sie zuvor in der Handelsbilanz aktiviert wurden. Werden jedoch die Fremdkapitalzinsen freiwillig bei den steuerlichen Herstellungskosten der Steuerbilanz berücksichtigt, ist es – wegen Fortfalls der umgekehrten Maßgeblichkeit – nicht erforderlich, sie in der Handelsbilanz zu aktivieren.

## International
Einer Untersuchung der OECD zufolge haben sich 14 von 22 befragten OECD-Mitgliedstaaten zum Maßgeblichkeitsprinzip bekannt. So ist in Österreich der handelsrechtliche Gewinn stets auch als Steuerbemessungsgrundlage zu berücksichtigen. In der Schweiz wird die Gewinnsteuer stets auf Grundlage des handelsrechtlichen Reingewinns ermittelt. In Frankreich sieht das Steuerrecht vor, dass die Gewinnermittlung anhand handelsrechtlicher Vorschriften zu erfolgen hat. Unbekannt ist die Maßgeblichkeit insbesondere in den Niederlanden, Großbritannien und den USA.

## Wirtschaftliche Aspekte
Folge der nunmehr abgeschafften umgekehrten Maßgeblichkeit war seinerzeit, dass die Handelsbilanz steuerliche Wertansätze enthielt, die weit unter den tatsächlichen Werten liegen konnten. Damit wurde der handelsrechtlich gewünschte Einblick in die Vermögens-, Finanz- und Ertragslage erheblich erschwert.
Heute treten Abweichungen zwischen Handelsbilanz und Steuerbilanz weniger bei der Bilanzierung als solcher (Ansatz), sondern bei der Höhe der Bilanzierung (Bewertung) auf. Das liegt daran, dass die steuerrechtlichen Regeln (§ 6 EStG bis § 7g EStG) detailreicher sind als die des Handelsrechts. Abgesehen von diesen Einzelfällen stellt das Maßgeblichkeitsprinzip eine wichtige Verbindung zwischen Handelsrecht und Steuerrecht her.